# Fannia longipila
Fannia longipila är en tvåvingeart som beskrevs av Albuquerque 1954. Fannia longipila ingår i släktet Fannia och familjen takdansflugor. Inga underarter finns listade i Catalogue of Life.